# Lazarevo (Banja Luka)

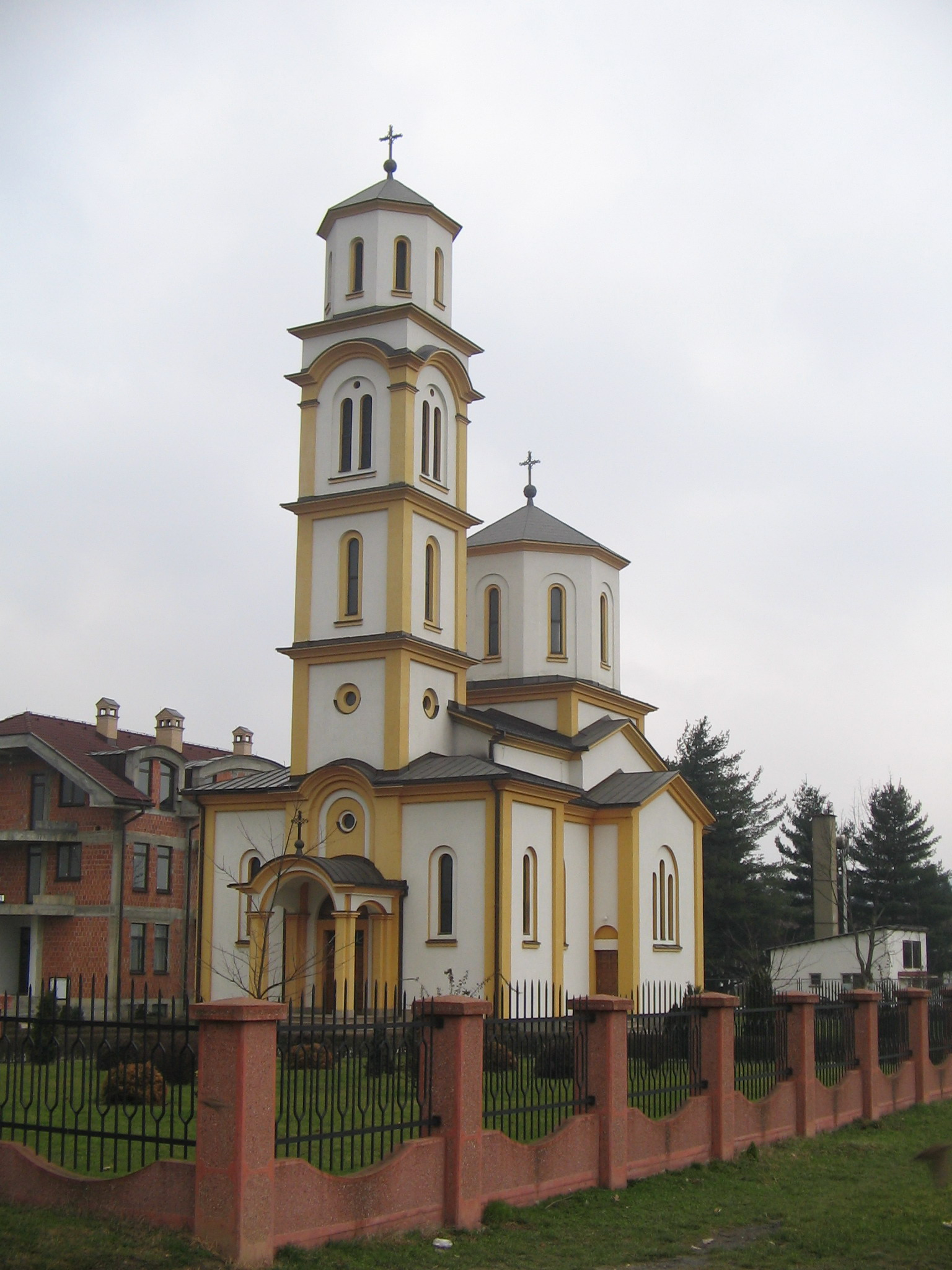
Kirche von Hl. Großmärtyrer Fürst Lazar – Lazarica von Banja Luka

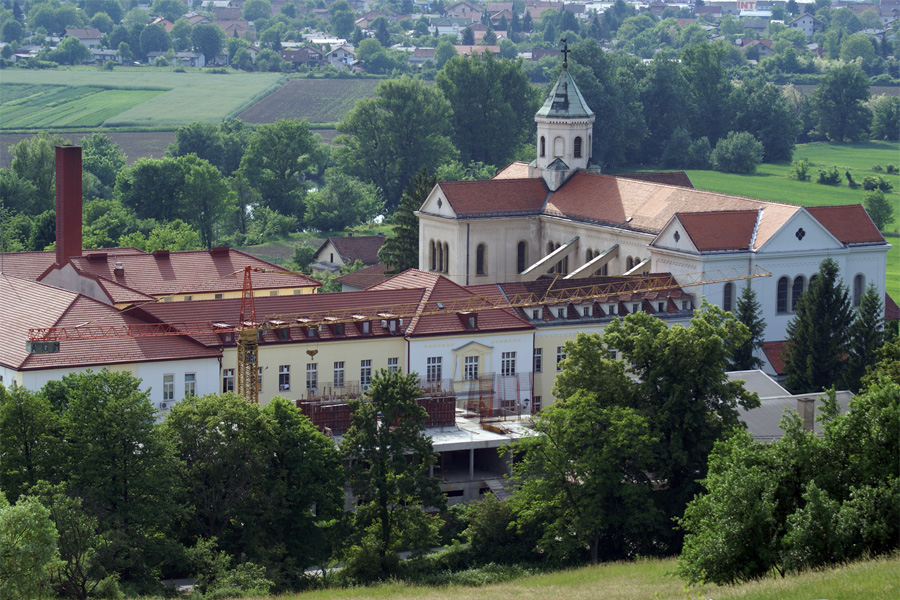
Das Mariastern-Kloster.

Lazarevo (serbisch-kyrillisch Лазарево, früher Budžak/Буџак) ist ein Stadtviertel von Banja Luka, der größten Stadt in der Republika Srpska in Bosnien und Herzegowina. Lazarevo liegt im nördlichen Teil und gehört zu den größten Wohnviertel. Es besteht aus den zwei Bezirken, Lazarevo 1 und Lazarevo 2.
Nach der Volkszählung im Jahr 1991 hatte Lazarevo 15.786 Einwohner.

## Sehenswürdigkeiten
In Lazarevo befinden sich zwei Sakralbauten. Es gibt das röm.-kath. Trappistenkloster Mariastern, zu Beginn des 20. Jahrhunderts das einzige Trappistenkloster in Südosteuropa und mit 219 Mönchen damals die größte Trappistenabtei der Welt. Die serbisch-orthodoxe Kirche ist dem Hl. Großmärtyrer Fürst Lazar (Lazarica von Banja Luka) geweiht.